# Pognana Lario
Pognana Lario är en kommun i provinsen Como i regionen Lombardiet i Italien. Kommunen hade 681 invånare (2018).